# Doutor Oculto
Doutor Oculto (Richard Occult) é um personagem fictício de quadrinhos da DC Comics, e foi o primeiro personagem desta editora que poderia ser classificado como um super-herói. Estreou nas páginas da New Fun Comics nº 6, em 1935, antes da Era de Ouro dos quadrinhos.

## Publicação
Doutor Oculto estreou nas páginas de More Fun Comics nº 6, em 1935 como um dos super-heróis primeira representadas publicados pela DC Comics. Ele foi descrito como um detetive sobrenatural, cujo estilo de investigação parecido com o de Sam Spade de Dashiell Hammett, acrescido de habilidades sobrenaturais.
O personagem também apareceu na revista The Comics Magazine #1 da Centaur Publications (maio de 1936) como Dr. Mystic, The Occult Detective. Este era o mesmo personagem, porque a sua história,"The Koth and the Seven", começou em The Comics Magazine e continuou em More Fun Comics #14-17 da DC (edições também conhecidas como More Fun Comics vol. 2 #2-5).

## Biografia
Em 31 de dezembro de 1899, em algum lugar do Meio-Oeste norte-americano, quando um culto demonista tentou invocar Satã para descer à Terra no limiar do novo milênio. Para isso, tinham de oferecer como sacrifício duas crianças inocentes, um menino e uma menina, roubadas de uma família. Mas algo deu errado, e o chamado foi atendido por outra criatura terrível chamada Koth, e não por Satã.
Mal-humorado e ameaçador, Koth imediatamente declarou que de nada lhe serviria duas almas inocentes, pois sua preferência era por espíritos corruptos e pecadores. Assim, quando o relógio da igreja mais próxima tocou as 12 badaladas anunciando o novo milênio, Koth devorou todos os membros do culto - e provavelmente deve ter se deliciado com suas almas corruptas e pecadoras. Na confusão, os dois garotos - Richard e Rose - foram salvos por um homem chamado Zator, que os levou para a Cidadela dos Sete, uma poderosa organização de místicos.
Depois de passarem anos estudando as artes ocultas, Doc e Rose mudaram para Nova York e abriram uma agência de detetives especializada em mistérios sobrenaturais. Atualmente, Richard e Rose são uma combinação de irmãos, amantes e alter-egos um do outro.

## Filiações
Na época da Segunda Guerra foi conselheiro para o All-Star Squadron. Nos tempos atuais, fez parte da Brigada dos Encapotados, que ensinou os príncipios da magia a Tim Hunter (Livros da Magia). Ele também fez parte dos Sentinelas da Magia. Atualmente é membro reserva da Sociedade da Justiça.

## Poderes e habilidades
Dr. Oculto é um mago; ele pode criar ilusões, telecinésia, hipnose, pode ficar invisível e pode converter seu corpo e o de outros o tocando em fantasmas. Ele também aparentemente não envelhece segundo os padrões humanos, mantendo a mesma aparência dos anos 30, talvez sendo imortal.
O Símbolo dos Sete permite exorcismo, reflexão de raios, proteção contra magias e causar temor nos inimigos. O Símbolo também agiu, junto com a bateria do Lanterna Verde Alan Scott como um elo entre os místicos do Universo DC, para criarem um ritual que aprisionou os demônios da Sombra do Antimonitor em Crise nas Infinitas Terras. O sensor psiônico permite detectar ondas de pensamentos maus.
Doutor Oculto tem os talentos de detetive e de ocultista.